# Cumia simonis
Cumia simonis là một loài ốc biển, là động vật thân mềm chân bụng sống ở biển thuộc họ Colubrariidae.

## Miêu tả
Loài này có kích thước giữa 15 mm và 20 mm

## Phân bố
Loài này phân bố ở Ấn Độ Dương dọc theo Madagascar.